# Abu al-Abbas Iranshahri
Abu al-Abbas Iranshahri est un philosophe iranien ayant vécu au IXe siècle. Selon certains avis, il est considéré comme le plus ancien philosophe du monde musulman.

## Biographie
Il est né dans la ville de Neyshabur, comme l'indique sa nisba, puisque Nichapur est aussi connue sous le nom d'Iranshahr. Il est un des maîtres de Muhammad ibn Zakariyae Razi, à qui il a pu inspirer sa critique des religions révélées au profit d'une religion personnelle.

## Œuvres
- Les questions de Métaphysique
- Jalil
- Athir[5]